# Stachybotryella repens
Stachybotryella repens är en svampart som beskrevs av Ellis & Barthol. 1902. Stachybotryella repens ingår i släktet Stachybotryella, divisionen sporsäcksvampar och riket svampar.   Inga underarter finns listade i Catalogue of Life.